# Fantasmes de Mart
Fantasmes de Mart (títol original:  Ghosts of Mart ) és una pel·lícula estatunidenca de ciència-ficció dirigida per John Carpenter, estrenada l'any 2001. Ha estat doblada al català

## Argument
L'any 2176, Mart ha esdevingut una colònia on viuen alguns milers de colons que intenten amb difícultats de terraformar el planeta.
La comandant Helena Braddock (Pam Grier) i la tinent Melanie Ballard (Natasha Henstridge) són enviats amb la seva brigada cap a la ciutat minera de Shining Canyon amb la missió de detenir un perillós criminal, Desolation Williams (Ice Cube), amb la finalitat de portar-lo a la capital per a ser-hi jutjat.
Però la ciutat on desembarquen sembla estranyament buida. Entrant a la presó, descobreixen una pila de presoners i « Desolation » Williams tancats a les cel·les. Un d'ells es comporta estranyament, mutilant-se i lacerant-se la pell. Els passadissos d'altres habitacions estan coberts de trossos de cadàvers i decorats d'escultures metàl·liques d'aspecte bàrbar i inquietant

## Repartiment
- Natasha Henstridge: Melanie Ballard
- Ice Cube: James « Desolation » Williams
- Jason Statham: Jericho Butler
- Clea DuVall: Bashira Kincaid
- Pam Grier: comandant Helena Braddock
- Joanna Cassidy: Dra. Arlene Whitlock
- Richard Cetrone: Big Daddy Mart
- Rosemary Forsyth: Inquisidor
- Liam Waite: Michael Descanso
- Duane Davis: Uno
- Lobo Sebastian: Esquena
- Rodney A. Grant: Tres
- Peter Jason: McSimms
- Wanda De Jesus: Akooshay
- Douglas McGrath: Benchley

## Producció

### Repartiment dels papers
El paper de Melanie Ballard al principi era per Courtney Love, però aquesta última es va ferir al turmell algunes setmanes abans de començar el rodatge. Serà reemplaçada per Natasha Henstridge
Abans de poder finalment encarnar el personatge de Jericho Butler, Jason Statham havia d'encarnar James « Desolation » Williams que va ser finalment atribuït a Ice Cube.

### Rodatge
El rodatge va començar el 7 d'agost del 2000 en una mina de guix llogada a indis Zia Pueblo als voltants de Albuquerque, a Nou Mèxic. La nit abans, el director John Carpenter organitzat una pregaria amb un bruixot indi i tot l'equip del film. El rodatge té lloc de nit. El guix és de color blanc, i calia repintar-lo tots els dies amb un vermell biodegradable a causa de les intempèries. La resta del rodatge s'ha desenvolupat a d'altres ciutats de l'Estat (Rio Ranxo, San Ysidro) així com a Los Angeles.

### Rebuda
- "El resultat és pura acció, pur terror, pura invenció i pura política. Carpenter és un dels artistes més lúcids del món. (...) Puntuació: ★★★★★ (sobre 5)"[5]
- Nominació al millor film en el Festival internacional del film de Catalunya l'any 2001.[6]